# EULA
EULA (od engl. End User Licence Agreement) je ugovor o licenci programske podrške, za krajnjeg korisnika.
EULA je memorandum ugovora između proizvođača i korisnika programske podrške, koja uključuje korisnikovu licencu. Korisnik može biti bilo koji krajnji korisnik. Ugovor određuje granice slobode koje jamči vlasnik.